# Styringomyia solomonensis
Styringomyia solomonensis is een tweevleugelige uit de familie steltmuggen (Limoniidae). De soort komt voor in het Australaziatisch gebied.